# Terrestrial Trunked Radio

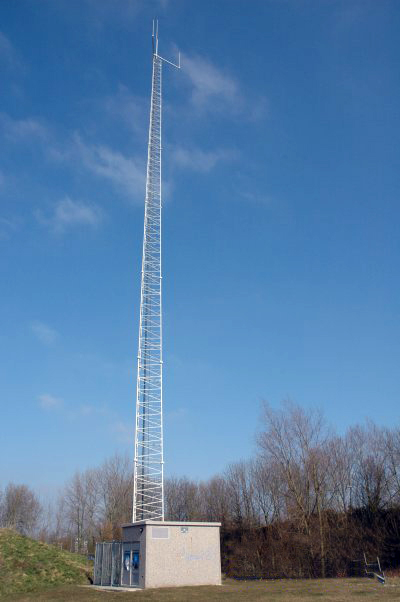
TETRA basisstation

TETRA is een afkorting die staat voor Terrestrial Trunked Radio. TETRA is een digitale standaard voor radiocommunicatie die vooral gebruikt wordt door professionele gebruikers zoals politie en veiligheidsdiensten, transportbedrijven, grote industriële complexen of het leger. TETRA is een officiële standaard opgesteld door het Europees Telecommunicatie en Standaardisatie Instituut (ETSI).
De ontstaansreden van de TETRA standaard ligt bij de specifieke eisen met betrekking tot de radiocommunicatie voor professionele gebruikers zoals Politie, Brandweer en Ambulance. Hun specifieke eisen kunnen niet of niet voldoende door andere digitale systemen (GSM, GSM-R, GSM-Pro, DECT, ... ) benut worden. Enkele van de specifieke eisen voor de professionele gebruiker zijn:
1. Snelle opzettijd van de oproep. Bij TETRA is de tijd om een oproep op te zetten (= de tijd dat de infrastructuur nodig heeft om een oproep door te schakelen) kleiner dan 500 milliseconden. Bij andere technologieën duurt dit enkele seconden.
2. Gebruiksvriendelijk opzetten van groepsoproepen,
3. Het kunnen instellen van prioriteiten voor de oproepen,
4. Het gebruik van dispatchers, dit zijn operatoren die de individuele en groepscommunicatie kunnen zenden/ontvangen en vanuit deze positie de coördinatie kan uitvoeren.
5. Betrouwbaarheid, andere technologieën (voor het grote publiek) hebben tijdens noodsituaties de neiging om te blokkeren (verzadigen) wegens de massale oproepen op één plaats.
6. Beveiliging tegen het ontcijferen en afluisteren van de communicatie wordt verkregen door authenticatie- en encryptieprocedures. Er bestaan verschillende beveiligingsniveaus.
  1. In de zomer van 2023 ontdekten Nederlandse onderzoekers ernstige beveiligingslekken in het TETRA-protocol.[1] Dat bericht werd genuanceerd.[2]
7. Geluidskwaliteit, een digitaal systeem heeft van nature een betere geluidskwaliteit. De TETRA-technologie is ook digitaal maar heeft als extra dat het coderingsalgoritme alle storende achtergrondgeluiden wegfiltert waardoor de spraak perfect hoorbaar is voor de ontvanger. Zelfs wanneer iemand spreekt nabij een helikopter, trein, autosnelweg, vliegtuig, ....

De Amerikaanse tegenhanger van TETRA is APCO-25 (hoewel APCO-25 meer een norm voor digitale communicatie is dan een technologie. Zo kent APCO25 standaard geen trunking-mogelijkheden).
Er bestaat ook Tetrapol doch deze technologie is gebaseerd op een gesloten standaard (hoewel te downloaden van internet). De rechten van Tetrapol zijn in handen van Cassidian (EADS).

## Bedrijven
In Nederland hebben de volgende bedrijven een TETRA-netwerk:
- Eindhoven Airport (commercieel vliegveld gecombineerd met militair vliegveld)
- De Kuip (thuishaven van Feyenoord in Rotterdam)
- Dienst Handhaving en Toezicht Gemeente Amsterdam & CITION Parkeercontrole geen eigen netwerk
- Handhaving Gemeente Utrecht geen eigen netwerk
- EECV (Ertsoverslagbedrijf Europoort C.V.)
- HTM in Den Haag
- AMSTEL GOLD Race geen eigen netwerk
- Shell Nederland Raffinaderij
- Chemelot (inclusief Site-Users) bedrijventerrein in Geleen (vroeger DSM)
- Luchthaven Schiphol
- GVB openbaar vervoer Amsterdam
- RET openbaar vervoer Rotterdam
- Tata Steel Europe voormalig Hoogovens IJmuiden

In België hebben de volgende bedrijven een TETRA-netwerk:
- Brussels Airport
- Maatschappij voor het Intercommunaal Vervoer (MIVB) te Brussel
- Carinox (ijzerverwerkend bedrijf binnen de ArcelorMittal-groep)
- Nike Laakdal en Herentals
- Haven van Antwerpen
- USAR (zoek en reddingsdienst) te Mol

## C2000 en A.S.T.R.I.D.
Het C2000-netwerk in Nederland is een nationaal radionetwerk dat werkt op basis van de TETRA-standaard en dat voor alle Nederlandse hulp- en veiligheidsdiensten wordt gebruikt. In België bestaat een gelijkaardig radiocommunicatienetwerk dat een nationale radiodekking voorziet voor alle Belgische hulp- en veiligheidsdiensten. Het Belgische systeem heeft als naam A.S.T.R.I.D., dat een afkorting is van All-round Semi-cellular Trunking Radio communication system with Integrated Dispatching. Het verschil tussen het Belgische en Nederlandse netwerk (buiten de leverancier van de radio-infrastructuur) is dat bij het A.S.T.R.I.D.-systeem een netwerk van digitale meldkamers geïntegreerd is in het TETRA-radionetwerk.
In de nacht van vrijdag 25 oktober 2005 op zaterdag 26 oktober 2005 is het Nederlandse C2000-communicatiesysteem voor de eerste maal gekoppeld aan het Belgische A.S.T.R.I.D.-communicatiesysteem tijdens een grensoverschrijdende controleactie door de Belgische en Nederlandse politiediensten.
De Finse tegenhanger van A.S.T.R.I.D. en C2000 is V.I.R.V.E. In Groot-Brittannië wordt het TETRA-netwerk uitgebaat door Motorola onder de naam Airwave. Duitsland heeft BDBOS, Luxemburg heeft RENITA, en Noorwegen heeft Nodnett.